# Basilique Santa Trinita (Florence)
Pour les articles homonymes, voir Santa Trinita.
La basilique Santa Trinita (Basilica di Santa Trìnita) est une église du centre historique de la ville de Florence en Italie, sur la place homonyme à une extrémité du pont Santa Trinita.
C'est l'église mère de l'ordre des Vallombrosains.
Habituellement nommée simplement Santa Trìnita, elle est située près du pont Santa Trinita.

## Histoire
Le Quattrocento
La Maestà de Cimabue, aujourd'hui aux Offices, était le retable de son maître-autel. Elle fut transférée dans une chapelle annexe, puis dans l'infirmerie pendant cette période.
L'Adoration des mages, réalisée en 1423 par Gentile da Fabriano, avait été commandée par Palla Strozzi pour la chapelle familiale des Strozzi. Elle est également aux Offices.
La fin du Cinquecento
La restauration du XIXe siècle

## Œuvres
Elle contient :

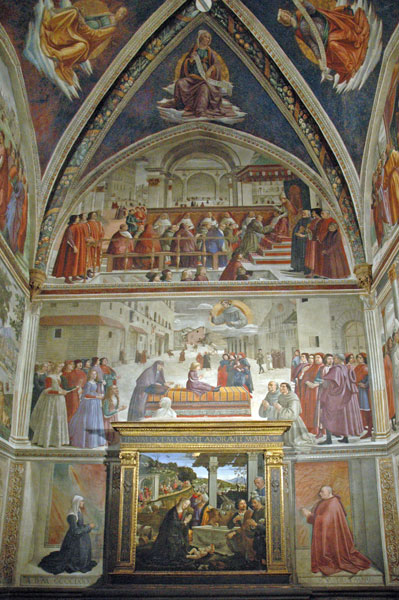
Les fresques de Domenico Ghirlandaio dans la chapelle Sassetti.

- des fresques de Domenico Ghirlandaio sur la vie de saint François dans la chapelle Sassetti du transept droit,
- Les tombeaux de Francesco Sassetti et des sœur Nera Corsi, œuvres de Giuliano da Sangallo,
- Les fresques des Storie della Vergine dans la chapelle Bartolini Salimbeni (1420 env.), chef-d'œuvre de Lorenzo Monaco.
- la tombeau en marbre et en majolique polychrome de l'évêque de Fiesole Benozzo Federighi, mort en 1450 (1454),
- Alesso Baldovinetti (Santo Vescovo, fresque de 1470 ca),
- Spinello Aretino (vestiges de fresques dans la chapelle Bartolini Salimbeni, couvertes par Lorenzo Monaco),
- Il Passignano (chapelle des reliques de San Giovanni Gualberto),
- Bicci di Lorenzo : Couronnement de la Vierge (1430 ca),
- Giovanni da Ponte : fragments de fresques du Martyre de San Bartolomeo,
- Maso da San Friano (retable du Christ mort),